# Magne Johansen
Magne Johansen, född 18 januari 1965 i Trondheim i Sør-Trøndelag fylke, är en norsk tidigare backhoppare. Han representerade Byåsen Idrettslag och Trønderhopp. 

## Karriär
Magne Johansen debuterade internationellt i världscupen i normalbacken i Lahtis i Finland 1 mars 1987. Där blev han nummer 14 i en tävling som vanns av Matti Nykänen före Tuomo Ylipulli, båda från Finland. Johansen hade 6 placeringar bland de tio bästa i deltävlingar i världscupen. Som bäst blev han nummer 4 i normalbacken i St. Moritz i Schweiz 17 januari 1992. Säsongen 1991/1992 var hans bästa i världscupen. Då blev han nummer 26 sammanlagt. I tysk-österrikiska backhopparveckan var han som bäst säsongen 1992/1993 då han blev nummer 31 totalt.
Under Skid-VM 1989 i Lahtis startade Magne Johansen i lagtävlingen. Han vann en silvermedalj tillsammans med norska lagkamraterna Clas Brede Bråthen, Ole Gunnar Fidjestøl och Jon Inge Kjørum. Norska laget var 19,0 poäng efter segrande hemmalaget och 30,5 poäng före Tjeckoslovakien.
Johansen startade i skidflygnings-VM 1990 på hemmaplan i Vikersund. Han slutade som nummer 39. Tävlingen vanns av Dieter Thoma från Västtyskland före Matti Nykänen och Jens Weissflog från Östtyskland.
Magne Johansen tävlade i olympiska spelen 1992 i Albertville i Frankrike. Där tävlade Johansen i samtliga grenar. I normalbacken i Courchevel blev han nummer 49 och i stora backen nummer 18. I lagtävlingen blev han nummer 7 med norska laget (Rune Olijnyk, Magne Johansen, Lasse Ottesen och Espen Bredesen).
Johansen startade i sin sista världscuptävling i Holmenkollen (Holmenkollrennet) i Oslo 14 mars 1993 och blev nummer 44.
Magne Johansen har i perioden 1998 till 1992 fyra silvemedaljer och en bronsmedalj från norska mästerskap. Han avslutade backhoppskarriären 1998.